# Tunneldalar i Danmark

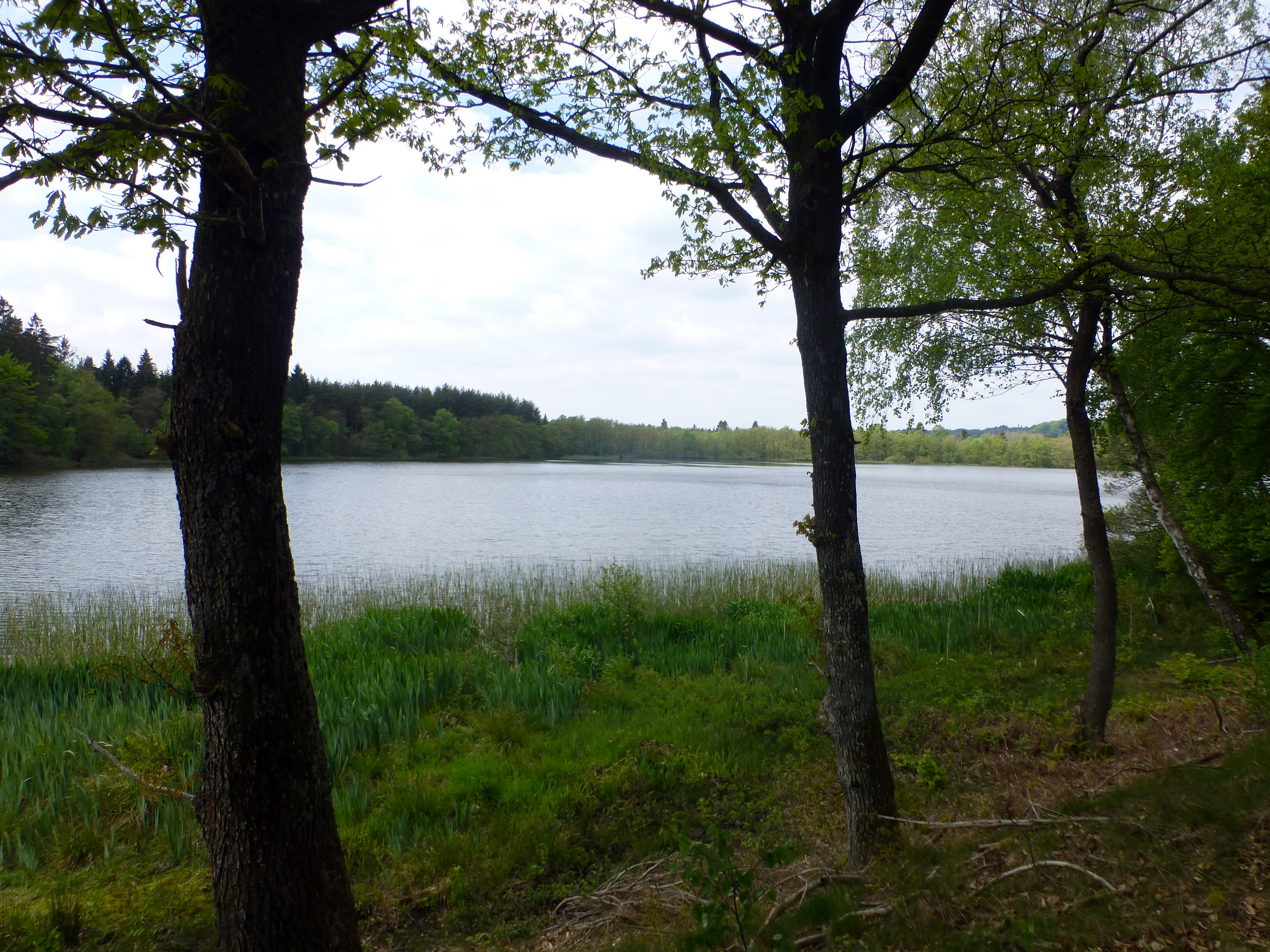
Salten Langsø är en sjö i centrala Jylland som ligger i en tunneldalssänka.

Flera system av tunneldalar existerar i Danmark. Tunneldalarna i Danmark tros ha bildats främst av smälltvatten från inlandsisen samt ha även formats av glaciärerosion. Berggrunden i vilken tunneldalarna har bildats består främst av kalksten. Lera av Peleogen ålder och sand och silt utgör också del av den eroderade berggrunden. Tunneldalar i Danmark är vanligare i berggrund med låg permeabilitet än i berggrund med hög permeabilitet.
Det finns flera generationer av tunneldalar och där de går i olika riktningar och de yngre skar genom de äldre. Rullstensåsar är vanliga förekomster i Danmarks tunneldalar. Efter senaste istiden låg det kvar dödis i flera av Danmarks tunneldalar.
Tunneldalarna i Danmark är kända sedan Niels Viggo Ussing identifierade dessa 1904 och mellan 1979 och 1982 karterades alla större öppna (ytliga) tunneldalar i landet.
Det har föreslagits att akviferer i sedimentfyllda tunneldalar bidrar till submarint grundvattensutflöde i Danmark.

## See även
- Ussings israndslinje